# Vavožskij rajon
Il Vavožksij rajon (in russo Вавожский район?, in lingua udmurta Вавож ёрос) è un municipal'nyj rajon della Repubblica Autonoma dell'Udmurtia, in Russia. Istituito il 15 luglio 1929, occupa una superficie di 1 678,99 chilometri quadrati, ha come capoluogo Vavož e una popolazione di 13 995 abitanti. Il distretto è suddiviso in 10 comuni rurali. Il più grande fiume del territorio è il Vala.